# Raëlisme

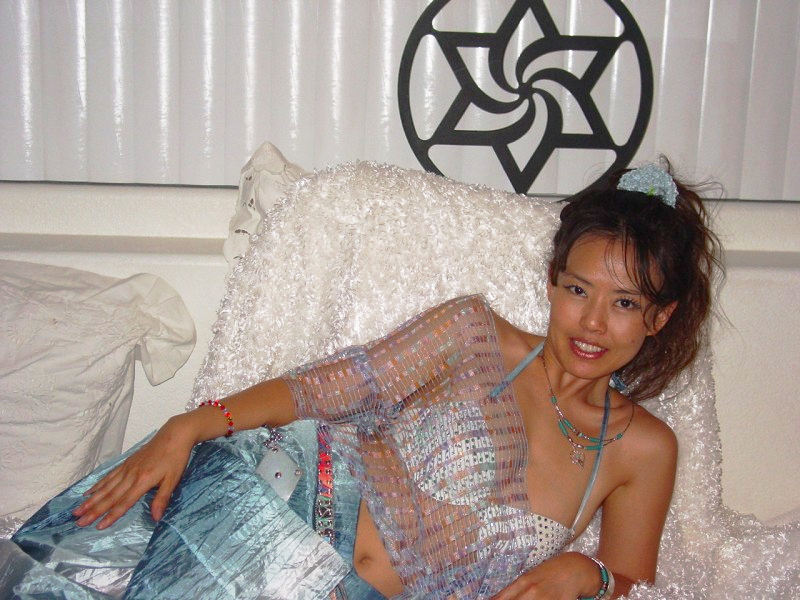
Vrouw op bed met boven haar het symbool van het raëlisme

Raëlisme of de Raëliaanse Beweging is een internationale atheïstische beweging die gelooft dat de mens geschapen werd door genetische manipulatie door buitenaardse wezens. 
De beweging werd gesticht door de Franse voormalige autorace-journalist Claude Vorilhon.
De beweging telt volgens de eigen publicaties wereldwijd ongeveer 100.000 leden.

## Geloof
Raëlianen geloven dat al het leven op aarde in een laboratorium is geschapen door een buitenaards ras dat de Elohim zou heten. De Elohim zouden op meerdere momenten in onze geschiedenis de aarde bezocht hebben als verschillende profeten. De mens echter heeft de boodschap niet begrepen en heeft de Elohim voor god(en) aangezien.
Claude Vorilhon (geboren in 1946) beweert dat hij in de jaren 70 tweemaal een ontmoeting met een buitenaards wezen, dat Jaweh heet, heeft gehad. Deze zou hem de opdracht hebben gegeven een ambassade op aarde te stichten om de Elohim op aarde te verwelkomen. Vorilhon, die zich Raël noemt, zegt tijdens een van deze ontmoetingen mee geweest te zijn naar de thuisplaneet van de Elohim, alwaar hij gekloond is.
Raëlianen zijn een groot voorstander van klonen. Ze geloven dat door middel van klonen de in verschillende religies beloofde opstanding werkelijkheid kan worden.
Op 26 december 2002 kondigde Brigitte Boisselier, een raëliaanse bisschop en directeur van het biotechnologische bedrijf Clonaid, aan dat de eerste gekloonde baby geboren was. De baby zou Eve heten, maar bewijs bleef achterwege en het bestaan van Eve wordt door velen als een hoax beschouwd. Boisselier is thans woordvoerster van de beweging en is door Vorilhon aangewezen als zijn beoogde opvolgster.

## Symbool
Het symbool van het raëlisme is een hexagram met een hakenkruis. Om de verhouding tot de staat Israël te verbeteren, waar zij een ambassade hoopten te bouwen, werd het hakenkruis vervangen door een gestyliseerde versie die een melkwegstelsel voorstelt. De versie met hakenkruis blijft echter ook geldig. In 2009 riep Raël 23 juni uit tot „Swastika-rehabilitatiedag”. De twee varianten van het Raëliaanse logo worden naast elkaar gebruikt.

## Varia
- In de roman Mogelijkheid van een eiland (2005) van Michel Houellebecq staat de Elohimitische Beweging centraal, die geënt is op de Raëliaanse Beweging. Het hoofdkwartier van de sekte is gevestigd op Lanzarote, waar het klonen van mensen wordt ontwikkeld. In de toekomstroman wordt de "Elohimitische Beweging" de wereldreligie en vervangen klonen geleidelijk de echte mensen. Ook in de voorganger van Mogelijkheid van een eiland, de novelle Lanzarote uit 2000, wordt de sekte beschreven. Daar wordt ze "Azraëliaanse Beweging" genoemd.